# Scandinavian Race Uppsala 2012
La 104e édition de la Scandinavian Race Uppsala a eu lieu le 12 mai 2012. Elle a été remportée par le Suédois Jonas Ahlstrand.

## Classements

### Classement final
Jonas Ahlstrand remporte la course en parcourant les 187,5 kilomètres en 4 h 35 min 21 s à la vitesse moyenne de 42,428 km/h.
| Classement final | Classement final | Classement final | Classement final                 | Classement final   |
|                  | Coureur          | Pays             | Équipe                           | Temps              |
| ---------------- | ---------------- | ---------------- | -------------------------------- | ------------------ |
| 1er              | Jonas Ahlstrand  | Suède            | CykelCity.se                     | en 4 h 35 min 21 s |
| 2e               | Michael Olsson   | Suède            | CykelCity.se                     | m.t                |
| 3e               | Edvin Wilson     | Suède            | CykelCity.se                     | + 11 s             |
| 4e               | Thomas Rostollan | France           |                                  | m.t                |
| 5e               | Johan Landström  | Suède            | CykelCity.se                     | + 41 s             |
| 6e               | Lars Andersson   | Suède            | Concordia Forsinkring-Himmerland | + 1 min 7 s        |
| 7e               | Paul Wirenstedt  | Norvège          |                                  | + 1 min 57 s       |
| 8e               | Simon Galle      | Suède            | Argon 18-Unaas Cycling           | m.t                |
| 9e               | Timothy Vangheel | Belgique         | Colba-Superano Ham               | m.t                |
| 10e              | Jarno Gmelich    | Pays-Bas         |                                  | + 2 min 14 s       |
| modifier         |                  |                  |                                  |                    |

### UCI Europe Tour
Cette Scandinavian Race Uppsala attribue des points pour l'UCI Europe Tour 2012, par équipes seulement aux coureurs des équipes continentales professionnelles et continentales, individuellement à tous les coureurs des équipes précitées.
| Position           | 1er | 2e | 3e | 4e | 5e | 6e | 7e | 8e |
| Classement général | 40  | 30 | 16 | 12 | 10 | 8  | 6  | 3  |